# Suzanne Ciani
Suzanne Ciani (née le 4 juin 1946) est une pianiste italo-américaine et compositrice, qui s'est fait connaître à ses débuts par ses compositions de musique électronique.

## Éducation
Elle étudie la musique classique au Wellesley College et obtient un Master of Arts en composition musicale en 1970 à l'Université de Californie, Berkeley, lieu où elle rencontre le concepteur de synthétiseur Don Buchla dont elle va s'inspirer. Elle étudie la musique assisté par ordinateur avec John Chowning et Max Mathews à l'Université Stanford au sein du laboratoire d'Intelligence Artificielle dans le début des années 1970.

## Carrière musicale
En 1974 elle fonde sa propre entreprise, Ciani/Musica. À l'aide d'un synthétiseur analogique modulaire Buchla, elle compose des pièces musicales pour des publicités télévisées de compagnies comme Coca-Cola, Merrill Lynch, AT&T et General Electric. En dehors de la musique, elle se spécialise dans la reproduction d'effets sonores sur synthétiseurs, difficiles à enregistrer en réel par les ingénieurs du son ; le son du décapsulage d'une bouteille de Coca-Cola est la création la plus connue de Ciani en ce domaine, il a été utilisé dans une série de publicité radio et télévisé à la fin des années 1970. Elle est aussi à l'origine du logo sonore de Energizer et de la chaîne ABC. Il se produit une telle demande pour ses services, qu'à un moment elle effectue plus de cinquante sessions par semaine. Ses effets sonores touchent aussi le domaine des jeux vidéo (par exemple on entend sa voix dans le jeu de flipper Xenon). En 1982, elle sort l'album Seven waves où se mêlent son amour pour le bruit des vagues et sa passion pour le synthétiseur analogique modulaire Buchla 200, qu'elle maîtrise comme peu d'artistes alors.

## Discographie
- "Feeling Fine" extrait de l'album Sequences (MAG6017) du label Magnetic by Cézame
- Hôtel Luna(1 Hôtel Luna -2 Maremosso-3Rain-4Ondine-5Love Song-6-Simple Song-7Italia-8Festa-9L'azzurro-10Belcanto) 1991